# Oedicladium praenitens
Oedicladium praenitens är en bladmossart som beskrevs av Iwatsuki 1979. Oedicladium praenitens ingår i släktet Oedicladium och familjen Myuriaceae. Inga underarter finns listade i Catalogue of Life.